# Уиннебейго (округ, Иллинойс)
Уиннебе́йго (англ. Winnebago County) — округ в штате Иллинойс, США. По данным переписи 2010 года численность населения округа составила 295 226 чел., по сравнению с переписью 2000 года оно увеличилось на 6,1 %. Окружной центр округа Уиннебейго — город Рокфорд.

## История
Округ Уиннебейго сформирован в 1836 году из округов Джо-Дейвисс и Ла-Салл. Название получил в честь племени виннебаго американских индейцев.

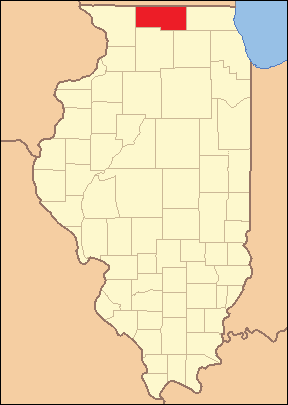
Территория округа в 1836 году
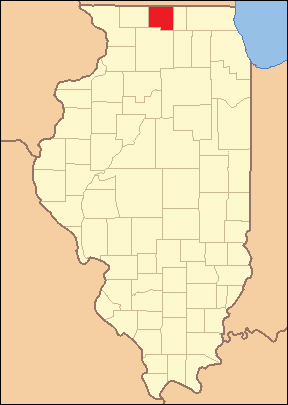
Территория округа с 1837 года и по сей день

## География
Общая площадь округа — 1344,9 км² (519,25 миль²), из которых 1329,6 км² (513,36 миль²), или 98,87 % суши, и 15,3 км² (5,89 миль²), или 1,13 % водной поверхности.

### Климат
Округ находится в зоне климата континентального типа. Температура варьируется в среднем от минимальных −12 °C в январе до максимальных 28 °C в июле. Рекордно низкая температура была зафиксирована в январе 1982 года и составила −33 °C, а рекордно высокая температура была зарегистрирована в июле 1936 года и составила 44 °C. Среднемесячное количество осадков — от 34 мм в феврале до 122 мм в июне.

### Соседние округа
Округ Уиннебейго граничит с округами:
- Рок, штат Висконсин — на севере
- Бун — на востоке
- Де-Калб — на юго-востоке
- Огл — на юге
- Стивенсон — на западе
- Грин, штат Висконсин — на северо-западе

### Основные автомагистрали
| Автомагистраль                 | Длина      | Начальный пункт  | Конечный пункт       | Год образования |
| ------------------------------ | ---------- | ---------------- | -------------------- | --------------- |
| Межштатная автомагистраль I-39 | 492,68 км  | Нормал, Иллинойс | Ротсчайлд, Висконсин |                 |
| Межштатная автомагистраль I-90 | 4987,47 км | Сиэтл, Вашингтон | Бостон, Массачусетс  | 1956            |
| Шоссе US-20                    | 5415 км    | Ньюпорт, Орегон  | Бостон, Массачусетс  | 1926            |
| Шоссе US-51                    | 2070 км    | Лаплас, Луизиана | Херли, Висконсин     | 1926            |
| Трасса Illinois-2              | 118,95 км  | Стерлинг         | Саут-Белойт          | 1918            |
| Трасса Illinois-75             | 67,01 км   | Фрипорт          | Белойт, Висконсин    | 1924            |
| Трасса Illinois-173            | 106,54 км  | Зайон            | Мачесни-Парк         | 1924            |
| Трасса Illinois-251            | 217,78 км  | Каппа            | Саут-Белойт          | начало 1970-х   |

## Населённые пункты
| Населённый пункт | Статус                               | Год основания | Площадь  | Население (2010) |
| ---------------- | ------------------------------------ | ------------- | -------- | ---------------- |
| Дуранд           | деревня                              |               | 6 км²    | 1143 чел.        |
| Лавс-Парк        | город                                |               | 99 км²   | 23 996 чел.      |
| Лейк-Саммерсет   | статистически обособленная местность |               | 6,5 км²  | 2048 чел.        |
| Мачесни-Парк     | деревня                              |               | 32 км²   | 23 499 чел.      |
| Нью-Милфорд      | деревня                              |               | 2,8 км²  | 697 чел.         |
| Пекатоника       | деревня                              | 1869          | 3,4 км²  | 2196 чел.        |
| Роктон           | деревня                              | 1846          | 9,6 км²  | 7685 чел.        |
| Рокфорд          | окружной центр                       | 1834          | 147 км²  | 152 871 чел.     |
| Роско            | деревня                              |               | 24 км²   | 10 785 чел.      |
| Саут-Белойт      | город                                |               | 11 км²   | 7892 чел.        |
| Уиннебейго       | деревня                              | 1835          | 3.6 км²  | 2958 чел.        |
| Черри-Валли      | деревня                              | 1835          | 22.6 км² | 3162 чел.        |

## Демография
По данным переписи населения 2000 года, численность населения в округе составила 278 418 человек, насчитывалось 107 980 домовладений и 73 642 семьи. Средняя плотность населения была 209 чел./км².
Распределение населения по расовому признаку:
- белые — 82,46 %
  - немецкого происхождения — 20,8 %
  - шведского происхождения — 9,2 %
  - ирландского происхождения — 8,9 %
  - итальянского происхождения — 6,6 %
  - английского происхождения — 6,2 %
- афроамериканцы — 10,53 %
- коренные американцы — 0,29 %
- азиаты — 1,72 %
- латиноамериканцы — 6,9 % и др.

Из 107 980 домовладений в 32,9 % имели детей в возрасте до 18 лет, проживающих вместе с родителями, 52,3 % семей — супружеские пары, живущие вместе, 11,8 % — матери-одиночки, а 31,8 % не имели семьи. 26,3 % всех домовладений состояли из отдельных лиц и в 9,6 % из них проживали одинокие люди в возрасте 65 лет и старше. Средний размер домохозяйства 2,53 человека, а средний размер семьи — 3,06.
Распределение населения по возрасту:
- до 18 лет — 26,4 %
- от 18 до 24 лет — 8,4 %
- от 25 до 44 лет — 29,8 %
- от 45 до 64 лет — 22,7 %
- от 65 лет — 12,7 %

Средний возраст составил 36 лет. На каждые 100 женщин приходилось 95,8 мужчин. На каждые 100 женщин возрастом 18 лет и старше приходилось 92,6 мужчин.
Средний доход на домовладение — $ 43 886, а средний доход на семью — $ 52 456. Мужчины имеют средний доход от $ 40 289 против $ 25 942 у женщин. Доход на душу населения в округе — $ 21 194. Около 6,9 % семей и 9,6 % населения находились ниже черты бедности, в том числе 12,9 % из них моложе 18 лет и 6,8 % в возрасте 65 лет и старше.